# Våler (Østfold)
Pour les articles homonymes, voir Våler.
Våler est une kommune de Norvège. Elle est située dans le comté d'Østfold.

## Description
La municipalité est l'une des nombreuses qui bordent le cours d'eau Morsa avec, entre autres, le lac de Vansjø et la rivière Hobø. 
Le centre administratif municipal s'appelle Kirkebygden, où se trouvent également le manoir, la salle de sport Vålerhallen et l'école secondaire. Les deux autres centres de la commune sont Våk/Sperrebotn et Svinndal.
La commune borde les communes de Moss, Råde, Sarpsborg, Skiptvet, Indre Østfold et Vestby.
Comme les municipalités voisines, Våler est connue comme l'une des municipalités d'Østfold qui compte des loups. Våler a aussi beaucoup d'orignaux et était connu pour son orignal blanc Albin, qui a été abattu lors de la chasse à l'orignal en 2011. 

## Îles du lac Vansjø
- Bliksøya
- Gressøya
- Gudøya
- Tombøya
- Østenrødøya